# سینش، پرتغال
شهر سینش (به پرتغالی: Sines) در کشور پرتغال واقع شده‌است. جمعیت این شهر ۱۵٬۵۵۵ نفر  است. در تاریخ ۱۲ ژوئیه ۱۹۹۷ به عنوان شهر شناخته شد.